# Wien-Umgebung

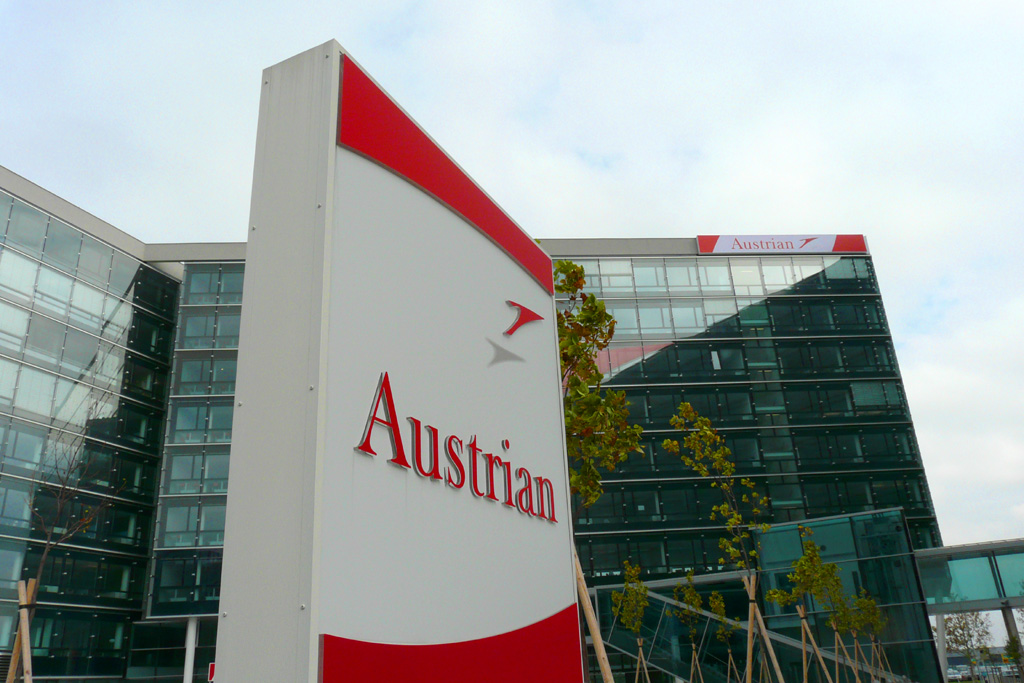
Sede da Austrian Airlines

Wien-Umgebung é um distrito da Áustria –2016 no estado da Baixa Áustria.

## Municípios
Wien-Umgebung é dividido em 21 municípios (–2016). Lista dos municípios e respectivos bairros, vilas e outras subdivisões:
- Ebergassing
  - Ebergassing, Wienerherberg
- Fischamend
  - Fischamend-Dorf, Fischamend-Markt
- Gablitz
- Gerasdorf bei Wien
  - Gerasdorf, Föhrenhain, Kapellerfeld, Oberlisse, Seyring
- Gramatneusiedl
- Himberg
  - Himberg, Velm, Pellendorf, Gutenhof
- Klein-Neusiedl
- Klosterneuburg
  - Höflein an der Donau, Kierling, Klosterneuburg, Kritzendorf, Maria Gugging, Weidling, Weidlingbach
- Lanzendorf
- Leopoldsdorf
- Maria-Lanzendorf
- Mauerbach
  - Hainbuch, Mauerbach, Steinbach
- Moosbrunn
- Pressbaum
  - Au am Kraking, Pfalzau, Pressbaum, Rekawinkel
- Purkersdorf
- Rauchenwarth
- Schwadorf
- Schwechat
  - Kledering, Mannswörth, Rannersdorf, Schwechat
- Tullnerbach
  - Irenental, Tullnerbach-Lawies, Untertullnerbach
- Wolfsgraben
- Zwölfaxing